# Allium mariae
Allium mariae là một loài thực vật có hoa trong họ Amaryllidaceae. Loài này được Bordz. mô tả khoa học đầu tiên năm 1915.